# جلال ستاری
جلال ستّاری (زادهٔ ۱۴ مرداد ۱۳۱۰ – درگذشتهٔ ۹ مرداد ۱۴۰۰) نویسنده، پژوهشگر، اسطوره‌شناس، مترجم، و اندیشمند ایرانی بود. ستاری بیش از ۱۰۰ کتاب در زمینه‌های افسانه‌شناسی، ادبیات نمایشی و نقد فرهنگی در طی بیش از ۶۰ سال نوشته یا ترجمه کرده‌است. این کتاب‌ها بعضاً از کتاب‌های مرجع و شاخص در زمینه‌های تخصصی خود هستند. او نشان هنر و ادب درجه شوالیه را از دولت فرانسه دریافت کرده‌است.

## زندگی
جلال ستّاری در ۱۴ مردادِ ۱۳۱۰ در محلّهٔ خواهر امامِ رشت زاده شد. تحصیلاتِ ابتدایی را در مدرسهٔ عنصریِ رشت به پایان رساند، در سال ۱۳۲۹ دیپلم ادبی خود را از دارالفنون گرفت و پس از موفقیت در آزمون اعزام به خارج برای ادامه تحصیل به سوئیس رفت.

### تحصیلات
ستّاری در سوئیس تحصیل کرد و دکترا گرفت. یکی از استادان سرشناس او ژان پیاژه بود. جلال ستاری به مانند کارل گوستاو یونگ سوئیسی در رشته روانشناسی تحصیل کرد و مانند یونگ دغدغه‌ای فراتر از روانشناسی فردی داشت و تمرکز خود را بر روانشناسی جمعی و شناخت تأثیر مثبت یا منفی کهن الگوها و اسطوره‌ها و افسانه‌ها در ناخودآگاه جمعی معطوف کرد.

### بازگشت به ایران
پس از پایانِ تحصیلات در سوئیس در سالِ ۱۳۴۱ به ایران بازگشت و به استخدامِ سازمان برنامه و بودجه درآمد و در بخشِ فرهنگ و هنر و جهانگردی کار کرد. ستاری در سال ۱۳۵۰ به وزارت فرهنگ و هنر منتقل شد و در آنجا به عنوان مدیرکل دفتر مطالعات و برنامه‌ریزی فرهنگی و سپس در مقام مشاور وزیر خدمت کرد. وی پس از انقلاب ۱۳۵۷ با حکم حسن حبیبی و با تنزل گروه از وزارت فرهنگ و هنر اخراج شد.

### درگذشت
ستّاری روزِ ۹ مردادِ ۱۴۰۰ در منزلِ شخصیش درگذشت.

## جایزه‌ها
- نشان هنر و ادب درجه شوالیه فرانسه ۲۰۰۵[۷]

## جایزهٔ جلال ستّاری
جایزه‌ای به نام جلال ستّاری هر سال به پژوهشگران برتر نمایش ایرانی اهدا می‌شود. از برندگانش:
- ۱۳۹۰: رقیه بهزادی
- ۱۳۹۲: سودابه فضائلی
- ۱۳۹۴: علیرضا مشایخی، گئورگ نوسبامر و حسین اسماعیلی[۸][۹]
- ۱۳۹۶: پرویز ممنون، حمیدرضا اردلان و ژاک ترودو[۱۰]
- ۱۳۹۸: بهرام بیضایی[۱۱]
- ۱۴۰۰: پیتر شومان، نینا مالیکوا و جمشید ملک‌پور[۱۲]